# Nada Malanima

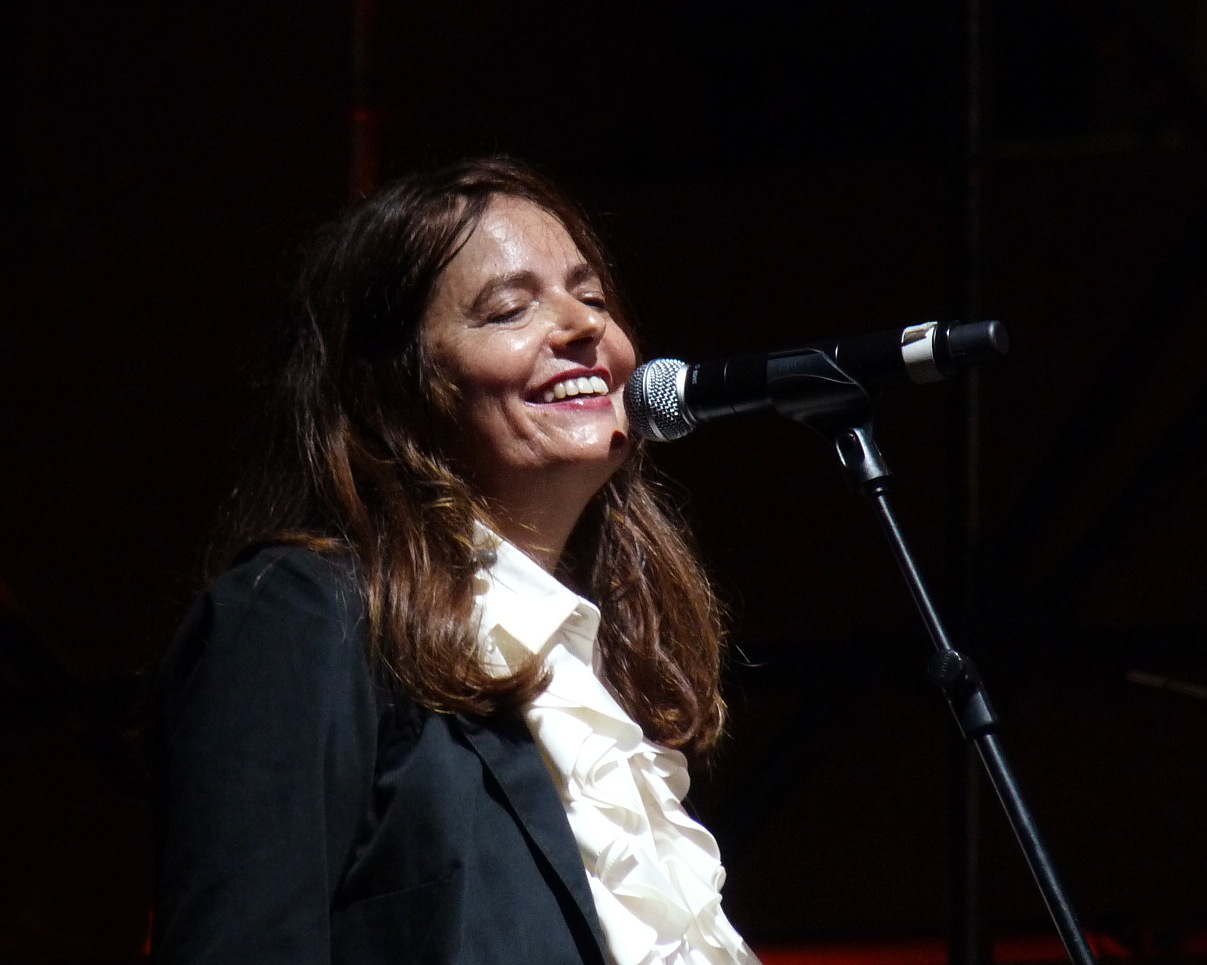
Nada Malanima bei einem Konzert 2009

Nada (* 17. November 1953 als Nada Malanima in Rosignano Marittimo, Provinz Livorno) ist eine italienische Sängerin. International bekannt wurde sie durch den Nummer-eins-Hit Ma che freddo fa aus dem Jahr 1969.

## Karriere
Zu einer national bekannten Sängerin avancierte Nada (Spitzname: Il Pulcino di Gabbro; übersetzt: das Küken aus Gabbro) bereits im Teenageralter. Ihr auf dem Sanremo-Festival 1969 vorgetragener Debütsong Ma che freddo fa ging preislich gesehen zwar leer aus. Das eingängige, von Claudio Mattone komponierte und von Franco Migliacci getextete Stück eroberte allerdings die italienischen Charts und avancierte international zu einem Kassenschlager des italienischen Pop der End-1960er. Die italienischsprachige Version wurde von zahlreichen Interpreten gecovert. Nada selbst nahm unter anderem eine französische (Et pourtant j’ai froid) und eine spanischsprachige Version auf (Hace frío ya). 1970 nahm die Sängerin sowohl am Sanremo-Festival als auch an Canzonissima teil.
Ihren Durchbruch auf dem Sanremo-Festival hatte sie 1971 mit dem Hit Il cuore è uno zingaro, dort präsentiert zusammen mit Nicola Di Bari. Weitere erfolgreiche Singles der frühen 1970er waren Una chitarra ed un’armonica und Il re di denari (bei Sanremo 1972). Trotz ihrer Chart-Erfolge verlegte sich Nada im Lauf der folgenden Jahre mehr und mehr auf eine kommerziell weniger einträgliche, künstlerisch gesehen jedoch befriedigendere Form der Karriere. Mehr und mehr arbeitete sie mit aufstrebenden Songwritern wie Riccardo Cocciante, Antonello Venditti, Claudio Baglioni und Paolo Conte zusammen. Ebenso stieg die Anzahl der Eigenkompositionen. 1977 gab sie ihr Debüt als Theaterschauspielerin. Unter anderen spielte sie Rollen in Stücken von Giulio Bosetti und Dario Fo.
Parallel zur künstlerischen Umorientierung sank die Präsenz in den Single-Charts, ebenso der Absatz der Studioalben. Mit Amore disperato gelang ihr 1983 ein weiterer Top-fünf-Erfolg, nachdem das Lied die Wettbewerbe Festivalbar, Azzurro und Vota la Voce gewonnen hatte. Mit ihrem vergleichsweise vielseitigen, von Schlager über Pop und Folk bis hin zu traditionellen Canzones wie La porti un bacione a Firenze oder Maremma reichenden Repertoire waren anhaltende Charterfolge jedoch nur schwer zu vereinbaren. In den 1990er-Jahren nahm sie vielfach Lieder von Piero Ciampi auf, einem gleichfalls aus der Region um Livorno stammenden Cantautore. Mit dem Titel Guardami negli occhi nahm sie 1999 erneut am Festival von Sanremo teil. 2000 sang sie im Duett mit Adriano Celentano den Song Il figlio del dolore – eine düstere Ballade, welche das Thema Vergewaltigungen im Krieg zur Sprache bringt.
2003 erschien Nadas erstes Buch, der Gedichtband Le mie madri. Im Jahr 2007 kehrte Nada, nach einer Reihe weiterer Albenveröffentlichungen, zum Sanremo-Festival zurück, wo sie das selbst geschriebene Lied Luna in piena präsentierte, es jedoch nicht unter die ersten Zehn schaffte. Im Anschluss erschien das Album Tutto a posto, gefolgt 2008 vom Livealbum Stazione birra. Gleichzeitig erschien die Autobiographie Il mio cuore umano, die 2009 auch als Theaterstück und später als Fernsehfilm adaptiert wurde. 2009 hatte Nada außerdem zusammen mit Carmen Consoli, Paola Turci und Marina Rei einen gefeierten Auftritt auf dem Amiche-per-l’Abruzzo-Konzert im Mailänder Stadion San Siro – einem von italienischen Musikerinnen und Sängerinnen bestrittenen Benefizkonzert für die Erdbebenopfer in der umbrischen Stadt L’Aquila.
Für künstlerisches Aufsehen sorgte in den letzten Jahren ihr 1997 gegründetes Projekt Nada Trio – eine akustische Mini-Combo mit Fausto Mesolella und Ferruccio Spinetti (von Avion Travel), mit der sie alte und neue, fremde und eigene Lieder einspielt. Mit genreübergreifenden Gastauftritten – etwa zusammen mit der Folk- und Alternativrock-Band Ardecore – sorgte sie ebenfalls für Aufmerksamkeit. Daneben setzte sie ihre künstlerische Produktion ununterbrochen fort: Es folgten die Alben Vamp (2011) und Occupo poco spazio (2014), unterbrochen von der Romanveröffentlichung La grande casa (2012). Das bislang letzte Album L’amore devi seguirlo erschien 2016, ebenso der Roman Leonida.
In The Young Pope, einer italienischen Fernsehserie in englischer Sprache, die 2016 von Paolo Sorrentino für Sky Atlantic, HBO und Canal+ produziert wurde, spielt Nadas Song Senza un perché (2004) eine hervorgehobene Rolle, wodurch er einem internationalen TV-Publikum bekannt wurde.

## Diskografie

### Studioalben
- 1969: Nada
- 1970: Io l’ho fatto per amore
- 1973: Ho scoperto che esisto anch’io
- 1974: 1930: Il domatore delle scimmie
- 1976: Nada
- 1983: Smalto
- 1984: Noi non cresceremo mai
- 1986: Baci Rossi
- 1992: L’anime nere
- 1999: Dove sei sei
- 2001: L’amore è fortissimo e il corpo no
- 2004: Tutto l’amore che mi manca
- 2007: Luna in Piena
- 2011: Vamp
- 2014: Occupo poco spazio
- 2016: L’amore devi seguirlo

### Livealben
- 1998: Nada Trio
- 2005: L’apertura (Nada & Massimo Zamboni)
- 2005: CD Live Brescia ("Mucchio Selvaggio Extra" supplement)
- 2008: Live Stazione Birra

### Kompilationen
- 1994: Malanima: Successi e inediti 1969–1994
- 2006: Le mie canzoncine 1999–2006

### Singles
- 1969: Les bicyclettes de Belsize
- 1969: Ma che freddo fa
- 1969: Biancaneve
- 1969: Che male fa la gelosia
- 1969: L’anello
- 1970: Pà diglielo a mà
- 1970: Bugia
- 1970: Io l’ho fatto per amore
- 1971: Il cuore è uno zingaro
- 1972: Re di denari
- 1972: Una chitarra e un’armonica
- 1973: Brividi d’amore
- 1978: Pasticcio universale
- 1981: Dimmi che mi ami che mi ami che tu ami che tu ami solo me
- 1982: Ti stringerò
- 1983: Amore disperato
- 1984: Balliamo ancora un po
- 1987: Bolero
- 1992: Guarda quante stelle
- 1999: Guardami negli occhi
- 1999: Inganno
- 2004: Senza un perché
- 2004: Piangere o no
- 2006: Scalza
- 2007: Luna in piena
- 2007: Pioggia d’estate
- 2008: Stretta
- 2008: Novembre
- 2011: Il comandante perfetto
- 2011: La canzone per dormire
- 2011: Stagioni

### Bücher
- Le mie madri. Fazi, Rom 2003, ISBN 88-8112-413-0.
- Il mio cuore umano. Fazi, Rom 2008, ISBN 978-88-8112-964-5.
- La grande casa. Bompiani, Mailand 2012, ISBN 978-88-452-7035-2.
- Leonida. Atlantide, Rom 2016, ISBN 978-88-99591-05-2.